# Grande Prêmio da Hungria de 2019
Grande Prêmio da Hungria de 2019 (formalmente denominado Formula 1 Rolex Magyar Nagydíj 2019) foi a décima segunda etapa da temporada de 2019 da Fórmula 1. Disputada em 4 de agosto de 2019 no Circuito de Hungaroring, Budapeste, Hungria.

## Relatório

### Treino Classificatório

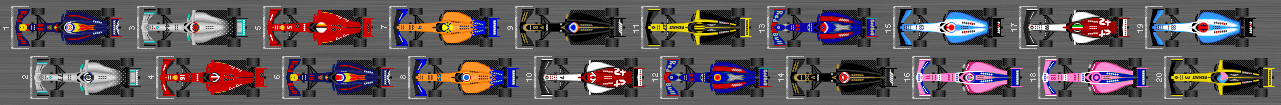
Grid de Largada

Q1
Q2
Q3

## Pneus
| Nome do composto | Cor | Banda de rolamento | Condições de Tempo | Dry Type                           | Aderência       | Longevidade   |
| ---------------- | --- | ------------------ | ------------------ | ---------------------------------- | --------------- | ------------- |
| Macio (C4)       |     | Slick (P Zero)     | Seco               | Soft                               | Mais aderência  | Menos durável |
| Médio (C3)       |     | Slick (P Zero)     | Seco               | Medium                             | Médio           | Médio         |
| Duro (C2)        |     | Slick (P Zero)     | Seco               | Hard                               | Menos aderência | Mais durável  |
| Intermediário    |     | Sulcos (Cinturato) | Molhado            | Intermediate (água não estagnante) | —               | —             |
| Chuva            |     | Sulcos (Cinturato) | Molhado            | Wet (água estagnante)              | —               | —             |

| Escolhas de Pneus de cada piloto para o GP da Hungria: | Escolhas de Pneus de cada piloto para o GP da Hungria: | Escolhas de Pneus de cada piloto para o GP da Hungria: | Escolhas de Pneus de cada piloto para o GP da Hungria: | Escolhas de Pneus de cada piloto para o GP da Hungria: | Escolhas de Pneus de cada piloto para o GP da Hungria: |
| ------------------------------------------------------ | ------------------------------------------------------ | ------------------------------------------------------ | ------------------------------------------------------ | ------------------------------------------------------ | ------------------------------------------------------ |
| Nº                                                     | Pilotos                                                | Equipe(s)                                              | Duro                                                   | Medio                                                  | Macio                                                  |
| 44                                                     | Lewis Hamilton                                         | Mercedes                                               |                                                        |                                                        |                                                        |
| 77                                                     | Valtteri Bottas                                        | Mercedes                                               |                                                        |                                                        |                                                        |
| 5                                                      | Sebastian Vettel                                       | Ferrari                                                |                                                        |                                                        |                                                        |
| 16                                                     | Charles Leclerc                                        | Ferrari                                                |                                                        |                                                        |                                                        |
| 33                                                     | Max Verstappen                                         | Red Bull-Honda                                         |                                                        |                                                        |                                                        |
| 10                                                     | Pierre Gasly                                           | Red Bull-Honda                                         |                                                        |                                                        |                                                        |
| 3                                                      | Daniel Ricciardo                                       | Renault                                                |                                                        |                                                        |                                                        |
| 27                                                     | Nico Hülkenberg                                        | Renault                                                |                                                        |                                                        |                                                        |
| 8                                                      | Romain Grosjean                                        | Haas-Ferrari                                           |                                                        |                                                        |                                                        |
| 20                                                     | Kevin Magnussen                                        | Haas-Ferrari                                           |                                                        |                                                        |                                                        |
| 55                                                     | Carlos Sainz Jr.                                       | McLaren-Renault                                        |                                                        |                                                        |                                                        |
| 4                                                      | Lando Norris                                           | McLaren-Renault                                        |                                                        |                                                        |                                                        |
| 11                                                     | Sergio Pérez                                           | Racing Point-Mercedes                                  |                                                        |                                                        |                                                        |
| 18                                                     | Lance Stroll                                           | Racing Point-Mercedes                                  |                                                        |                                                        |                                                        |
| 7                                                      | Kimi Raikkonen                                         | Alfa Romeo Racing-Ferrari                              |                                                        |                                                        |                                                        |
| 99                                                     | Antonio Giovinazzi                                     | Alfa Romeo Racing-Ferrari                              |                                                        |                                                        |                                                        |
| 23                                                     | Alexander Albon                                        | Toro Rosso-Honda                                       |                                                        |                                                        |                                                        |
| 26                                                     | Daniil Kvyat                                           | Toro Rosso-Honda                                       |                                                        |                                                        |                                                        |
| 88                                                     | Robert Kubica                                          | Williams-Mercedes                                      |                                                        |                                                        |                                                        |
| 63                                                     | George Russell                                         | Williams-Mercedes                                      |                                                        |                                                        |                                                        |

## Resultados

### Treino Classificatório
| Pos.                     | Nº | Piloto             | Construtor                | Q1       | Q2       | Q3       | Grid |
| ------------------------ | -- | ------------------ | ------------------------- | -------- | -------- | -------- | ---- |
| 1                        | 33 | Max Verstappen     | Red Bull-Honda            | 1:15.817 | 1:15.573 | 1:14.572 | 1    |
| 2                        | 77 | Valtteri Bottas    | Mercedes                  | 1:16.078 | 1:15.669 | 1:14.590 | 2    |
| 3                        | 44 | Lewis Hamilton     | Mercedes                  | 1:16.068 | 1:15.548 | 1:14.769 | 3    |
| 4                        | 16 | Charles Leclerc    | Ferrari                   | 1:16.337 | 1:15.792 | 1:15.043 | 4    |
| 5                        | 5  | Sebastian Vettel   | Ferrari                   | 1:16.452 | 1:15.885 | 1:15.071 | 5    |
| 6                        | 10 | Pierre Gasly       | Red Bull-Honda            | 1:16.716 | 1:16.393 | 1:15.450 | 6    |
| 7                        | 4  | Lando Norris       | McLaren-Renault           | 1:16.697 | 1:16.060 | 1:15.800 | 7    |
| 8                        | 55 | Carlos Sainz Jr.   | McLaren-Renault           | 1:16.493 | 1:16.308 | 1:15.852 | 8    |
| 9                        | 8  | Romain Grosjean    | Haas-Ferrari              | 1:16.978 | 1:16.319 | 1:16.013 | 9    |
| 10                       | 7  | Kimi Räikkönen     | Alfa Romeo-Ferrari        | 1:16.506 | 1:16.518 | 1:16.041 | 10   |
| 11                       | 27 | Nico Hülkenberg    | Renault                   | 1:16.790 | 1:16.565 | —        | 11   |
| 12                       | 23 | Alexander Albon    | Toro Rosso-Honda          | 1:16.912 | 1:16.687 | —        | 12   |
| 13                       | 26 | Daniil Kvyat       | Toro Rosso-Honda          | 1:16.750 | 1:16.692 | —        | 13   |
| 14                       | 99 | Antonio Giovinazzi | Alfa Romeo-Ferrari        | 1:16.894 | 1:16.804 | —        | 171  |
| 15                       | 20 | Kevin Magnussen    | Haas-Ferrari              | 1:16.122 | 1:17.081 | —        | 14   |
| 16                       | 63 | George Russell     | Williams-Mercedes         | 1:17.031 | —        | —        | 15   |
| 17                       | 11 | Sergio Pérez       | Racing Point-BWT Mercedes | 1:17.109 | —        | —        | 16   |
| 18                       | 3  | Daniel Ricciardo   | Renault                   | 1:17.257 | —        | —        | 18   |
| 19                       | 18 | Lance Stroll       | Racing Point-BWT Mercedes | 1:17.542 | —        | —        | 19   |
| 20                       | 88 | Robert Kubica      | Williams-Mercedes         | 1:18.324 | —        | —        | 20   |
| Tempo dos 107%: 1:21.124 |    |                    |                           |          |          |          |      |
| Fonte:                   |    |                    |                           |          |          |          |      |

Notas
- ↑1  – Antonio Giovinazzi perdeu três posições por impedir Lance Stroll durante qualificação

### Corrida

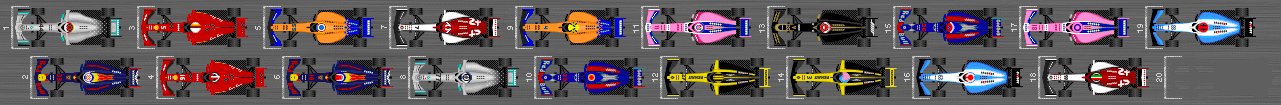
Resultado da corrida

| Pos.                                         | Nu. | Piloto             | Construtor                | Voltas | Tempo/Retirado | Pit Stop | Pneus | Grid | Pontos |
| -------------------------------------------- | --- | ------------------ | ------------------------- | ------ | -------------- | -------- | ----- | ---- | ------ |
| 1                                            | 44  | Lewis Hamilton     | Mercedes                  | 70     | 1:35:03.796    | 2        |       | 3    | 25     |
| 2                                            | 33  | Max Verstappen     | Red Bull-Honda            | 70     | +17.796        | 2        |       | 1    | 18+1   |
| 3                                            | 5   | Sebastian Vettel   | Ferrari                   | 70     | +1:01.433      | 1        |       | 4    | 15     |
| 4                                            | 16  | Charles Leclerc    | Ferrari                   | 70     | +1:05.250      | 1        |       | 4    | 12     |
| 5                                            | 55  | Carlos Sainz Jr.   | McLaren-Renault           | 69     | +1 Volta       | 1        |       | 8    | 10     |
| 6                                            | 10  | Pierre Gasly       | Red Bull-Honda            | 69     | +1 Volta       | 1        |       | 10   | 8      |
| 7                                            | 7   | Kimi Räikkönen     | Alfa Romeo-Ferrari        | 69     | +1 Volta       | 1        |       | 2    | 6      |
| 8                                            | 77  | Valtteri Bottas    | Mercedes                  | 69     | +1 Volta       | 2        |       | 2    | 4      |
| 9                                            | 4   | Lando Norris       | McLaren-Renault           | 69     | +1 Volta       | 1        |       | 7    | 2      |
| 10                                           | 23  | Alexander Albon    | Toro Rosso-Honda          | 69     | +1 Volta       | 1        |       | 12   | 1      |
| 11                                           | 11  | Sergio Pérez       | Racing Point-BWT Mercedes | 69     | +1 Volta       | 1        |       | 13   |        |
| 12                                           | 27  | Nico Hülkenberg    | Renault                   | 69     | +1 Volta       | 1        |       | 13   |        |
| 13                                           | 20  | Kevin Magnussen    | Haas-Ferrari              | 69     | +1 Volta       | 1        |       | 13   |        |
| 14                                           | 3   | Daniel Ricciardo   | Renault                   | 69     | +1 Volta       | 1        |       | 13   |        |
| 15                                           | 26  | Daniil Kvyat       | Toro Rosso-Honda          | 68     | +2 Voltas      | 1        |       | 13   |        |
| 16                                           | 63  | George Russell     | Williams-Mercedes         | 68     | +2 Voltas      | 1        |       | 15   |        |
| 17                                           | 18  | Lance Stroll       | Racing Point-BWT Mercedes | 68     | +2 Voltas      | 1        |       | !18  |        |
| 18                                           | 99  | Antonio Giovinazzi | Alfa Romeo-Ferrari        | 68     | +2 Voltas      | 1        |       | 17   |        |
| 19                                           | 88  | Robert Kubica      | Williams-Mercedes         | 67     | +3 Voltas      | 1        |       | 19   |        |
| Ret                                          | 8   | Romain Grosjean    | Haas-Ferrari              | 50     | Retirou        | 1        |       | 9    |        |
| Volta mais rápida: Max Verstappen - 1:17.103 |     |                    |                           |        |                |          |       |      |        |
| Fonte:                                       |     |                    |                           |        |                |          |       |      |        |

## Curiosidade
- Primeira pole position da carreira de Max Verstappen.
- Max Verstappen se tornou o primeiro piloto da Holanda a cravar uma pole.
- Ainda se tornou o 100º piloto a largar na posição de honra de um grid.
- Primeira pole position da Honda como fornecedora de motores desde o Grande Prêmio da Austrália de 2006, com Jenson Button.

## Voltas na Liderança
- Commons

| Nº de Voltas | Piloto         | Voltas        |
| ------------ | -------------- | ------------- |
| 59           | Max Verstappen | 1-24 e 32-66  |
| 11           | Lewis Hamilton | 25-31 e 67-70 |